# Masato
Masato (魔裟斗), de son vrai nom Masato Kobayashi (小林 雅人), né le 10 mars 1979 à Kashiwa (Japon), est un kickboxeur japonais participant régulièrement au K-1 MAX dont il a décroché le titre en 2003 (contre Albert Kraus) et 2008 (contre Artur Kyshenko) et atteint à deux autres reprises la finale en 2004 et 2007. Par ailleurs, il s'agit du seul kickboxeur à avoir réussi à se qualifier à toutes les demi-finales du K-1 MAX depuis sa création en 2002 à 2008.

## Biographie
Masato Kobayashi est né à Kashiwa (Japon) en 1979. Il fait ses débuts au kick boxing à l'âge de 17 ans et ses débuts professionnels le 23 mars 1997 en battant Hutoshi Takehara par KO. Après avoir combattu plusieurs de ses compatriotes sous l'égide de la fédération japonaise de kick boxing, il se rend en Thaïlande pour parfaire ses automatismes et sa technique et participe au K-1 (évènement annuel mêlant un art martial regroupant karaté, kung fu, muay thai, tae kwon do et kick boxing) (au Japon) qui a mis en place la catégorie K-1 MAX pour les boxeurs de moins de 70 kg depuis 2002. Rapidement, il devient l'un des combattants les plus populaires et efficaces avec un titre en 2003 lors de la deuxième édition de ce tournoi contre le tenant du titre le Néerlandais Albert Kraus, deux finales en 2004 (battu par le Thaïlandais Buakaw Por. Pramuk) et 2007 (battu par le Néerlandais Andy Souwer) avant de remporter un nouveau titre le 1er octobre 2008 contre l'Ukrainien Artur Kyshenko.
En 2009, il répond au défi du japonais Tatsuya Kawajiri pour combattre sous les règles K1. Très demandé par les fans, le combat eu lieu et Masato remporta ce combat haut la main, le coin de Kawajiri jeta l'éponge à la moitié du second round.
Avant de partir en retraite, Masato voulu défier une dernière fois Andy Souwer sur cinq rounds afin de se laver des deux défaites que lui avait infligé celui-ci. Masato gagna le combat avec brio assurant une domination totale sur 5 rounds où il fit tomber Souwer dans le quatrième round avec un magnifique crochet du droit.

## Palmarès
- Vainqueur du K-1 MAX : 2003 et 2008.
- Finaliste du K-1 MAX : 2004 et 2007.

## Parcours en K-1 Max
| Année | Parcours                           |
| ----- | ---------------------------------- |
| 2002  | Demi-finaliste contre Albert Kraus |
| 2003  | Vainqueur contre Albert Kraus      |
| 2004  | Finaliste contre Buakaw Por.Pramuk |
| 2005  | Demi-finaliste par abandon         |
| 2006  | Demi-finaliste contre Andy Souwer  |
| 2007  | Finaliste contre Andy Souwer       |
| 2008  | Vainqueur contre Artur Kyshenko    |